# The Speech of Polly Baker

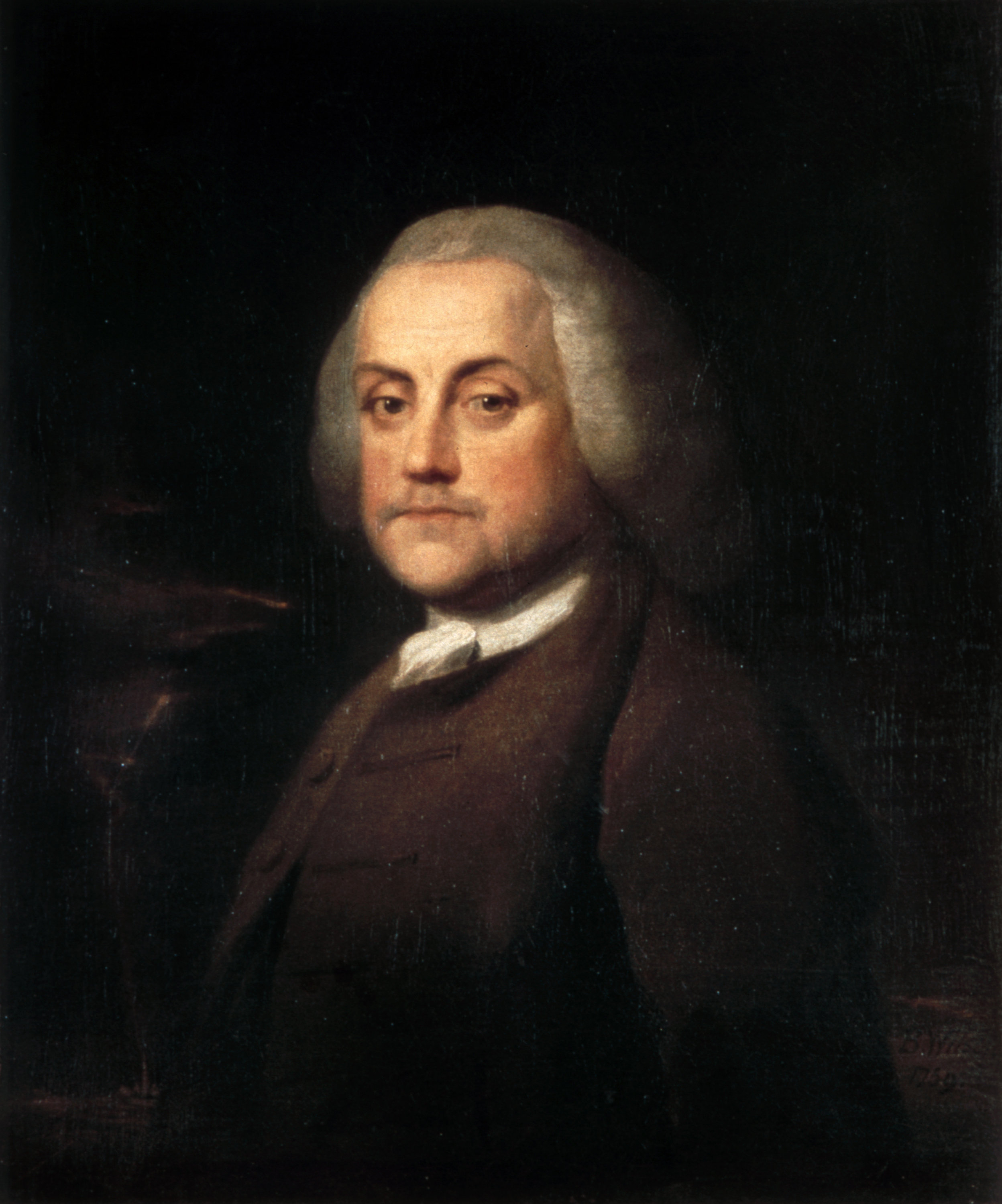
Portrait de Benjamin Franklin

The Speech of Polly Baker (Le Discours de Polly Baker) est un récit américain publié en 1747. C'est l'argumentation d'une mère, amenée à se défendre en justice pour avoir accouché à quatre reprises d'enfants illégitimes ; elle dénonce le fait que la responsabilité des pères soit systématiquement écartée.
Polly Baker est en fait un des nombreux pseudonymes empruntés par Benjamin Franklin. Lui-même enfant illégitime, il entendait protester contre cette injustice faite aux mères abandonnées et prendre position sur cette question juridique, religieuse et sociétale.

## Édition du texte
Ce texte est publié dans The General Advertiser le 15 avril 1747. En 1905, il est inclus dans The Writings of Benjamin Franklin, sans véritable preuve de l'intervention de Franklin. C'est Max Hall qui apportera cette preuve en 1960 seulement.

## Analyse
En dépit d'une apparente légèreté, Franklin proteste vigoureusement contre une législation inéquitable qui punissait les femmes, et non les hommes, d'amendes et de coups de fouet, en cas de filiation hors mariage.
L'histoire de Polly Baker fut reprise par Denis Diderot dans le Supplément au Voyage de Bougainville et par Raynal dans l’Histoire des deux Indes.